# Вільягарсія-дель-Льяно
Вільягарсія-дель-Льяно (ісп. Villagarcía del Llano) — муніципалітет в Іспанії, у складі автономної спільноти Кастилія-Ла-Манча, у провінції Куенка. Населення — 848 осіб (2010).
Муніципалітет розташований на відстані близько 200 км на південний схід від Мадрида, 90 км на південь від Куенки.
На території муніципалітету розташовані такі населені пункти: (дані про населення за 2010 рік)
- Касас-дель-Ольмо: 29 осіб
- Вільягарсія-дель-Льяно: 819 осіб

## Демографія
Динаміка населення (INE ):

## Галерея зображень

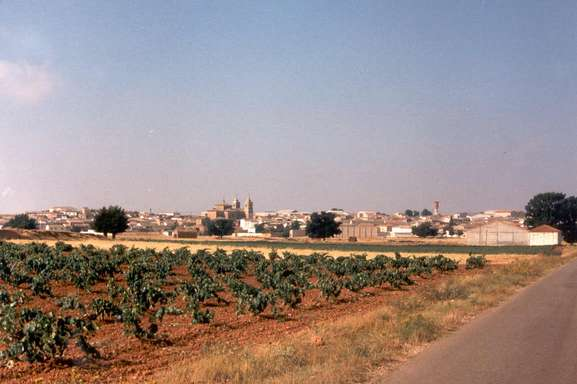
Вільягарсія-дель-Льяно
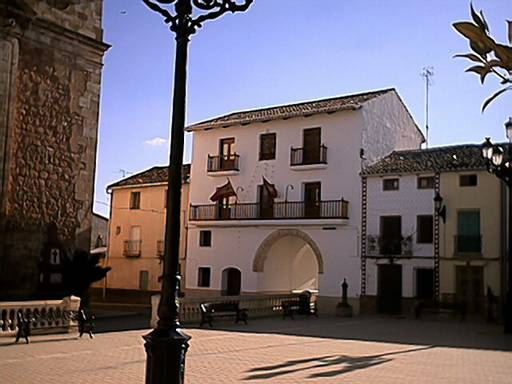
Муніципальна рада
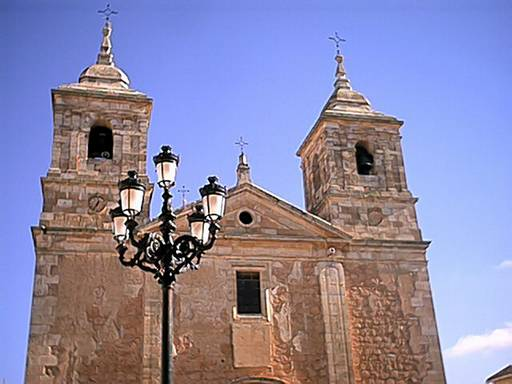
Парафіяльна церква Сантьяго-Апостол